# Eilema rungsi
Eilema rungsi là một loài bướm đêm thuộc phân họ Arctiinae, họ Erebidae.